# مسجد هفشوية
مسجد هفشوية (بالفارسية: مسجد هفت شویه) هو مسجد تاريخي يعود إلى عصر الدولة السلجوقية، ويقع في أصفهان.